# Ustnatice
Ustnatice (znanstveno ime Lamiaceae ali Labiatae) je družina zeli iz reda ustnatičevcev (Lamiales).
Slovensko ime družine se nanaša na obliko cvetov, ki so somerni (razdelimo jih lahko le na dve enaki polovici, levo in desno) in dvoustnati.

## Opis
Steblo ustnatic je skoraj vedno razločno štirirobno, listi pa so na steblo nameščeni nasprotno; najpogosteje so listi celi. socvetja so najpogosteje navidezna vretenca, ki se nahajajo bodisi na vrhu stebel v klasih ali glavicah. Po večini imajo ustnatice somerne, vedno pa dvoustnate cvetove (od tod njihovo ime) iz petih zraslih venčnih listov. V cvetovih imajo po štiri prašnike in nadraslo plodnico.

## Rodovi
Zadnja revizija celotne družine, je bila objavljena leta 2004. Identificiranih in opisanih je do 236 rodov. Ti so  v spodnjem seznamu označeni z zvezdico (*). Nekaj rodov je bilo dodanih po letu 2004. Ti so označeni z znakom plus (+). Preostali rodovi, ki so v seznamu, izhajajo iz zgodovine in so iz vira, ki vključitev roda ne pojasnjuje. Nekaj teh je priznanih v sodobnih razvrščanjih te družine. Adelosa je nomen dubium (dvomljivo ime). Noben primerek ne obstaja in nihče ne ve, kaj je leta 1850 Carl Ludwig Blume opisal kot Adelosa .
Kew Gardens ponuja seznam rodov, ki vključuje dodatne informacije in je enostaven za branje. Seznam na spletni strani Angiosperm Phylogeny Website je pogosto posodobljena.
| - Acanthomintha* - Achyrospermum* - Acinos (šetrajnik) - Acrocephalus - Acrotome* - Acrymia* - Adelosa - Aegiphila* - Aeollanthus* - Agastache* - Ajuga* (skrečnik) - Ajugoides* - Alajja* - Alvesia* - Amasonia* - Amethystea* - Anisochilus* - Anisomeles* - Archboldia - Asterohyptis* - Ballota* (lahkotnica) - Basilicum* - Becium - Benguellia* - Blephilia* - Bostrychanthera* - Bovonia - Brachysola* - Brazoria* - Bystropogon* - Calamintha (čober) - Callicarpa* - Capitanopsis* - Capitanya - Caryopteris* - Catoferia* - Cedronella* - Ceratanthus - Chaiturus* - Chamaesphacos - Chaunostoma* - Chelonopsis* - Chloanthes* - Cleonia* - Clerodendrum* - Clinopodium* - Colebrookea* - Collinsonia* - Colquhounia* - Comanthosphace* - Congea* - Conradina* - Coridothymus - Cornutia* - Craniotome* | - Cryphia - Cuminia* - Cunila* - Cyanostegia* - Cyclotrichium* - Cymaria* - Dauphinea* - Dicerandra* - Dicrastylis* - Discretitheca - Dorystoechas - Dracocephalum* - Drepanocaryum* - Elsholtzia* - Endostemon* - Englerastrum - Eremostachys* - Eriope* - Eriophyton* - Eriopidion - Eriothymus* - Erythrochlamys - Euhesperida - Eurysolen* - Faradaya* - Fuerstia* - Galeopsis* (zebrat) - Garrettia* - Geniosporum - Glechoma* (grenkuljica) - Glechon* - Glossocarya* - Gmelina* - Gomphostemma* - Gontscharovia* - Hanceola* - Haplostachys* - Haumaniastrum* - Hedeoma* - Hemiandra* - Hemigenia* - Hemiphora* - Hemizygia* - Hesperozygis* - Heterolamium* - Hoehnea* - Holmskioldia* - Holocheila* - Holostylon - Horminum* (zmajevka) - Hosea* - Hoslundia* - Huxleya* - Hymenocrater* - Hymenopyramis* | - Hypenia* - Hypogomphia* - Hyptidendron* - Hyptis* - Hyssopus* (ožepek) - Isodictyophorus - Isodon* - Isoleucas* - Kalaharia+ - Karomia* - Keiskea - Kudrjaschevia - Kurzamra* - Lachnostachys* - Lagochilus* - Lagopsis* - Lallemantia* - Lamiophlomis* - Lamium* (mrtva kopriva) - Lavandula* (sivka) - Leocus* - Leonotis* - Leonurus* (srčnica) - Lepechinia* - Leucas* - Leucophae - Leucosceptrum* - Limniboza - Lophanthus* - Loxocalyx* - Lycopus* (regelj) - Macbridea* - Madlabium* - Mallophora* - Marmoritis* - Marrubium* (črna meta) - Marsypianthes* - Matsumurella* - Meehania* - Melissa* (melisa) - Melittis* (medenika) - Mentha* (meta) - Meriandra* - Mesona - Metastachydium* - Microcorys* - Micromeria* (popovec) - Microtoena* - Minthostachys* - Moluccella* - Monarda* (monarda) - Monardella* - Monochilus* - Mosla* - Neoeplingia* - Neohyptis | - Neorapinia - Nepeta* (mačja meta) - Newcastelia* - Nosema - Notochaete* - Obtegomeria* - Ocimum* (bazilika) - Octomeron - Ombrocharis* - Oncinocalyx* - Origanum* (dobra misel) - Orthosiphon* - Otostegia* - Ovieda+ - Oxera* - Panzerina* - Paralamium* - Paraphlomis* - Paravitex* - Peltodon* - Pentapleura* - Perilla* - Perillula* - Peronema* - Perovskia* - Perrierastrum - Petitia - Petraeovitex* - Phlomidoschema* - Phlomis* - Phyllostegia* - Physopsis* - Physostegia* - Piloblephis* - Pitardia - Pityrodia* - Platostoma* - Plectranthus* - Pogogyne* - Pogostemon* - Poliomintha* - Prasium* - Premna* - Prostanthera* - Prunella* (črnoglavka) - Pseudocarpidium* - Pseudocaryopteris* - Pseudoeremostachys* - Pseudomarrubium* - Puntia - Pycnanthemum* - Pycnostachys* - Rabdosiella - Renschia* - Rhabdocaulon* - Rhaphiodon* | - Rhododon* - Rosmarinus* (rožmarin) - Rostrinucula* - Rotheca* - Roylea* - Rubiteucris* - Rydingia+ - Sabaudia - Saccocalyx* - Salazaria - Salvia* (kadulja) - Satureja* (šetraj) - Schizonepeta* - Schnabelia* - Scutellaria* (čeladnica) - Sideritis* (sklepnjak) - Siphocranion* - Solenostemon - Spartothamnella* - Sphenodesme* - Stachydeoma* - Stachyopsis* - Stachys* (čiljak) - Stenogyne* - Ulaimania* - Suzukia* - Symphorema* - Symphostemon - Synandra* - Syncolostemon* - Tectona* - Teijsmanniodendron* - Tetraclea+ - Tetradenia* - Teucridium* - Teucrium* (vrednik) - Thorncroftia* - Thuspeinanta* - Thymbra* - Thymus* (materina dušica) - Tinnea* - Trichostema* - Tripora* - Tsoongia* - Vitex* - Viticipremna* - Volkameria+ - Warnockia* - Wenchengia* - Westringia* - Wiedemannia - Wrixonia* - Xenopoma - Zataria* - Zhumeria* - Ziziphora* |